# 靈官佛爾崖石窟
靈官佛爾崖石窟位於四川省南充市儀隴縣，文物遺址年代判定為元、清、民國。2012年7月16日公佈為第八批四川省文物保護單位。靈官佛爾崖石窟位於四川省南充市儀隴縣二道靈官村。在西南高面6-8米，寬36米，距地平面1-2米的崖壁上，陸續分佈5龕石刻造像和題刻3則；在東北面高5米，寬28米，距地平面1.2米的崖壁上分佈8龕造像，1龕雙十字架。窟龕為矩形平頂或拱頂，共有造像52尊，人物造像類別繁多，神態各異，以佛教為主。另有道德天真、文昌、官像和十字架等造像。造像規模宏大，內容豐富，人物形態各異，類別繁多，造像精美，雕工精細，具有一定的典型性和代表性。石窟始建於元成宗元貞乙未-丁酉(1295-1298），延至民國。有清嘉慶16年（1811）和道光二十二年（1842）的造像及題刻。龕窟中雕刻有大屋脊重簷斗拱建築和菩提山水、仙鳥猿猴等仙地形象，造形美觀，藝術風格獨特。